# Людерс (Техас)
Людерс (англ. Lueders) — місто (англ. city) в США, в округах Джонс і Шекелфорд штату Техас. Населення — 258 осіб (2020).

## Географія
Людерс розташований за координатами 32°48′2″ пн. ш. 99°37′24″ зх. д. / 32.80056° пн. ш. 99.62333° зх. д. (32.800432, -99.623217).  За даними Бюро перепису населення США в 2010 році місто мало площу 1,53 км², уся площа — суходіл.

## Демографія
Згідно з переписом 2010 року, у місті мешкало 346 осіб у 147 домогосподарствах у складі 82 родин. Густота населення становила 227 осіб/км².  Було 200 помешкань (131/км²).
Расовий склад населення:
| - 88,2 % — білих - 0,9 % — чорних або афроамериканців - 0,6 % — корінних американців - 8,1 % — осіб інших рас |

До двох чи більше рас належало 2,3 %. Частка іспаномовних становила 10,7 % від усіх жителів.
За віковим діапазоном населення розподілялося таким чином: 22,0 % — особи молодші 18 років, 62,1 % — особи у віці 18—64 років, 15,9 % — особи у віці 65 років та старші. Медіана віку мешканця становила 41,7 року. На 100 осіб жіночої статі у місті припадало 93,3 чоловіків;  на 100 жінок у віці від 18 років та старших — 94,2 чоловіків також старших 18 років.
За межею бідності перебувало 5,0 % осіб, у тому числі 0,0 % дітей у віці до 18 років та 10,3 % осіб у віці 65 років та старших.
Цивільне працевлаштоване населення становило 63 особи. Основні галузі зайнятості: освіта, охорона здоров'я та соціальна допомога — 34,9 %, роздрібна торгівля — 12,7 %, сільське господарство, лісництво, риболовля — 11,1 %.